# Rhagomys rufescens
Rhagomys rufescens es una especie de roedor de la familia Cricetidae.

## Distribución geográfica
Se encuentra en Sudamérica en el Bosque Atlántico del sudeste de Brasil.